# ヴェロキペス
ヴェロキペス（Velocipes　"素早い足"の意味）は三畳紀後期に生息したおそらく獣脚類恐竜の属である。化石はポーランドで発見されている。化石は明確に識別するにはあまりにも保存状態が良くなく、よく分かっていない。タイプ種はV. guerichiで1932年にフリードリヒ・フォン・ヒューネにより初めて記載された。後の2000年にRauhutおよびHungerbuhlerにより発表された論文によればこの動物は不確定の脊椎動物として分類される。

## 参照
- Velocipes on the Dinosaur Mailing List